# Arte Fotográfico
Arte Fotográfico és una revista espanyola de fotografia. Durant el tercer quart de segle XX va estar enfocada principalment a difondre l'activitat de les associacions i agrupacions fotogràfiques.
Ja havia existit una revista amb el mateix nom a Sevilla entre 1896 i 1898, publicada per Luis Escacena, on es divulgaven coneixements sobre fotografia i es presentaven algunes imatges, i una altra de periodicitat mensual a Barcelona l'any 1927, que recollia col·laboracions d'importants fotògrafs, com José Ortiz Echagüe, Josep Masana, Eduardo Susanna i el comte de la Ventosa, que compartien l'interès dels pictorialistes per difondre la fotografia com a art.
El gener de 1952 va aparèixer aquesta revista sota la direcció d'Ignacio Barceló; en principi es tractava d'una revista que ocupava el buit deixat pel butlletí de la Real Sociedad Fotográfica de Madrid, «Sombras», però aviat es va convertir en portaveu de les associacions de fotografia existents.
La revista va començar editant-se bàsicament en blanc i negre; fins a la dècada del 1980 no va incloure la fotografia en color entre les seves pàgines, i va canviar a una estructura en la qual s'oferien portafolis amb el treball de fotògrafs artistes i la informació relacionada amb l'activitat dels concursos fotogràfics.
Després de la mort d'Ignacio Barceló el 19 d'abril de 1984, poc després de publicar-se el número 388, va assumir la direcció de la revista Antonio Cabello (número 403, juliol de 1985), que va generar notables canvis en l'estructura de la publicació, recollint l'obra d'autors nacionals i internacionals alhora que es mantenien els apartats de notícies, convocatòries de concursos, ressenyes d'exposicions i diversos articles sobre tècnica fotogràfica.
A partir del número 620, el setembre del 2009, la revista va començar a oferir monografies d'interès fotogràfic, i el 2012, amb motiu del seu 60è aniversari, es va llançar l'edició digital, disponible online de manera gratuïta.